# 椴叶扁担杆
椴叶扁担杆（学名：Grewia tiliaefolia）是锦葵科扁担杆属的植物。分布在缅甸、中南半岛、非洲、印度以及中国大陆的云南等地，生长于海拔1,200米至1,600米的地区，多生在灌丛草地上，目前尚未由人工引种栽培。